# Dolomedes vatovae
Espèce
Dolomedes vatovae est une espèce d'araignées aranéomorphes de la famille des Dolomedidae.

## Distribution
Cette espèce est endémique d'Éthiopie. Elle se rencontre vers le lac Abaya.

## Description
La femelle subadulte holotype mesure 9,8 mm.

## Systématique et taxinomie
Cette espèce a été décrite par Caporiacco en 1940.

## Étymologie
Cette espèce est nommée en l'honneur de Domenico Aristocle Vatova.

## Publication originale
- Caporiacco, 1940 : « Aracnidi raccolte nella Reg. dei Laghi Etiopici della Fossa Galla. » Atti della Reale Accademia d'Italia, vol. 11, p. 767-873.